# ゆめみ野駅

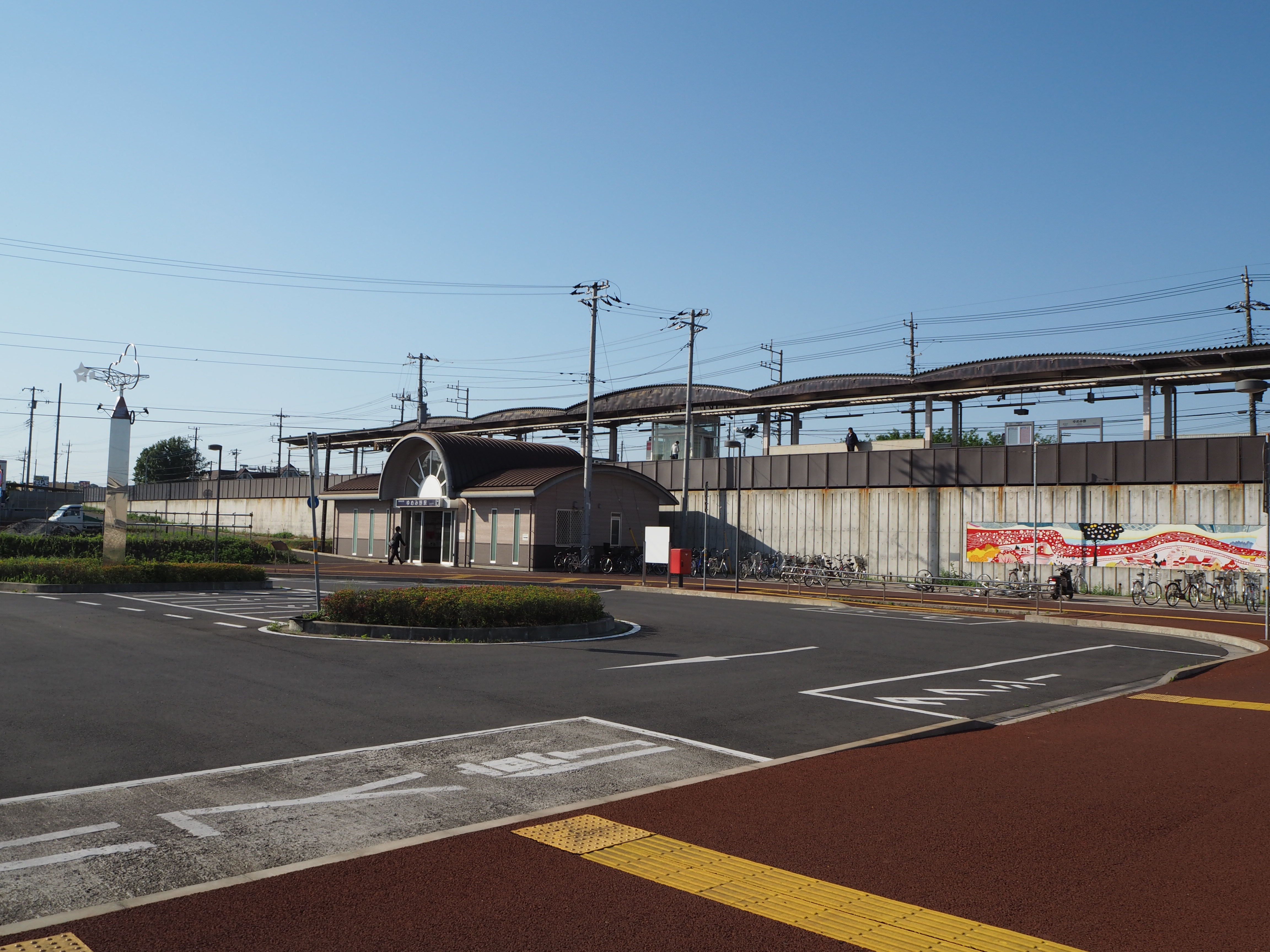
駅舎とホーム（2016年5月）

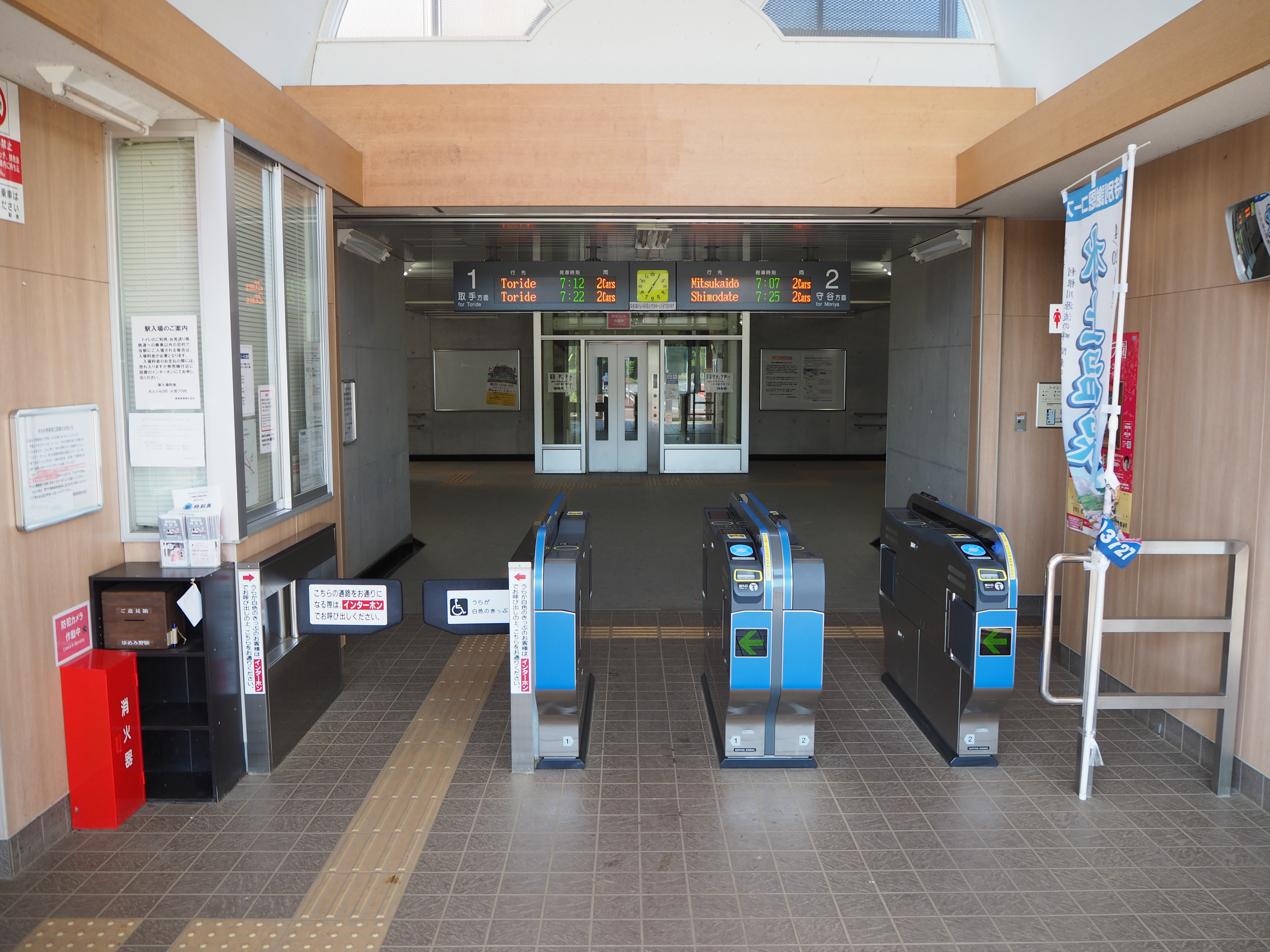
改札口（2016年5月）

ゆめみ野駅（ゆめみのえき）は、茨城県取手市ゆめみ野一丁目にある、関東鉄道常総線の駅である。

## 概要
当駅は取手市に位置し、2011年（平成23年）3月12日に開業した。関東鉄道の中では最も新しく開業した駅である。

## 歴史
常総ニュータウン取手ゆめみ野地区（旧称:たかいの里）の整備に伴い設置された。

### 年表
- 2009年（平成21年）4月25日：駅名が決定。
- 2011年（平成23年）3月12日：開業[2]。
  - 開業前日の3月11日に東北地方太平洋沖地震（東日本大震災）が発生した影響で、開業イベントはすべて中止となり、当駅発着の一番列車の運行も取手 - 水海道間が運行再開した夕方になった。
- 2013年（平成25年）2月16日：終日、駅員無配置となる[6]。

### 駅名の由来
駅南側には2008年（平成20年）に地元小学生により名付けられた「夢見橋」が架かっており、その響きに豊かな緑を感じ、周辺に斜面林や利根川、小貝川などの四季折々に姿を変化させる豊かな自然が溢れていることから、それらを身近に感じながら潤いと安らぎの中で住む人の夢が叶い幸せが訪れることをイメージし「ゆめみ野」とした。名称策定にあたっては、取手市による市民への公募の結果を踏まえ、「下高井地区まちづくり推進懇談会（取手市長、都市再生機構茨城地域支社長、関東鉄道株式会社社長）により決定した。その他には「たかの台」「たからの杜」「とりでの杜」「美春ヶ丘」が候補となっていた。

## 駅構造

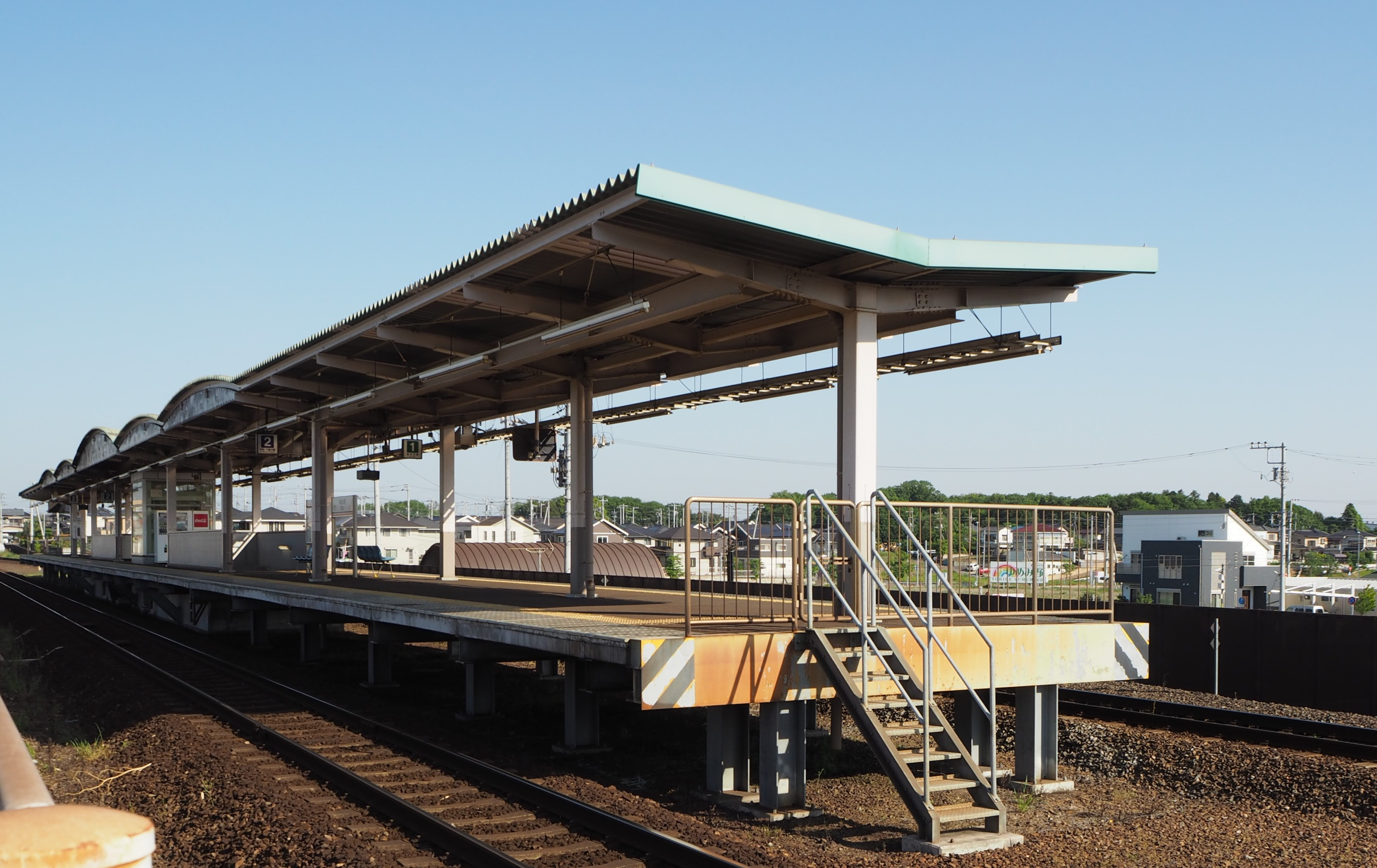
ホーム（2016年5月）

島式ホーム1面2線を有する地上駅。駅舎に面する北側は擁壁上にあり、コンコースは半地下構造となっている。ホーム有効長は常総線の既設駅に見られる5両編成対応ではなく、4両編成対応とされた。
ホームと改札階を結ぶエレベーターが設置されている。

### のりば
| 乗り場 | 路線    | 方向 | 行先                   |
| ------ | ------- | ---- | ---------------------- |
| 1      | ■常総線 | 上り | 取手方面               |
| 2      | ■常総線 | 下り | 守谷・水海道・下館方面 |

## 当駅における運行形態
- 上り（寺原・取手方面）
  - 日中は概ね1時間に3本の普通列車（取手行）が停車する[9]。
- 下り（守谷・小絹・水海道・下妻・下館方面）
  - 日中は概ね1時間に3本の普通列車（水海道行、下館行）が停車する。一部列車は、下館行の列車でも水海道駅で乗り換えが必要な列車も設定されていて[注釈 2]、一部時間帯には守谷行と夜間には下妻行の列車も設定されている[9]。

## 利用状況
乗車人員は下表のとおりである。
| 年度   | 1日平均 乗車人員 | 1日平均 乗降人員 |
| ------ | ---------------- | ---------------- |
| 2011年 | 370              | 730              |
| 2012年 | 488              | 962              |
| 2013年 | 567              | 1,116            |
| 2014年 | 588              | 1,175            |
| 2015年 | 634              | 1,280            |
| 2016年 | 731              | 1,474            |
| 2017年 | 810              | 1,646            |
| 2018年 | 926              | 1,882            |
| 2019年 |                  | 1,847            |
| 2020年 |                  |                  |
| 2021年 |                  |                  |
| 2022年 |                  | 2,048            |

## 駅周辺
駅北側は常総ニュータウン取手ゆめみ野となっており、北側に駅入口、ロータリーが設置されている。駅南側は国道294号が隣接している。また、駅北側と駅南側を結ぶ歩行者通路がある。

### 北側
- 常総ニュータウン取手ゆめみ野地区（下高井土地区画整理事業：造成中）
- 取手市立高井小学校
- 取手市立永山小学校
- 取手市立永山中学校

### 南側
- 国道294号
- 取手北相馬保健医療センター医師会病院
- 取手グリーンスポーツセンター

## バス路線
駅南側の国道294号線沿いの「野ノ井十字路」バス停が最寄となる。
| 乗場                             | 系統          | 主要経由地                                   | 行先                 | 運行会社                           | 備考   |
| -------------------------------- | ------------- | -------------------------------------------- | -------------------- | ---------------------------------- | ------ |
|                                  | [3]西部ルート | あけぼの・新取手駅・取手市役所               | 取手ウェルネスプラザ | 取手市コミュニティバス（ことバス） | 1日3本 |
| 取手市役所                       | [3]西部ルート | 1日1本                                       | 取手ウェルネスプラザ | 取手市コミュニティバス（ことバス） |        |
|                                  | [3]西部ルート | グリーンスポーツセンター・さくら荘・稲戸井駅 | 戸頭駅               | 取手市コミュニティバス（ことバス） | 1日2本 |
| グリーンスポーツセンター・桔梗塚 | [3]西部ルート | 1日2本                                       | 戸頭駅               | 取手市コミュニティバス（ことバス） |        |

## 隣の駅
関東鉄道
■常総線
■快速・■普通
新取手駅 - ゆめみ野駅 - 稲戸井駅

### 記事本文